# Імені Бухарбай-батира
імені Бухарба́й-бати́ра (каз. Бұқарбай батыр ат.а.) — село у складі Жалагаського району Кизилординської області Казахстану. Адміністративний центр та єдиний населений пункт сільського округу імені Бухарбай-батира.
У радянські часи село називалось Аксай.
Населення — 2016 осіб (2021; 1983 у 2009, 2150 у 1999, 2049 у 1989).